# Camilo Cid
Camilo Alejandro Cid Pedraza (1965) es un economista, académico y funcionario público chileno, que desde abril de 2022 se desempeña como director nacional del Fondo Nacional de Salud (Fonasa), bajo el gobierno de Gabriel Boric.

## Familia y estudios
Cursó estudios superiores obteniendo una licenciatura en ciencias económicas en la Universidad ARCIS y un magister en economía en la Universidad de Georgetown, Estados Unidos. Asimismo, realizó un doctorado en economía de la Salud en la Universidad de Duisburgo-Essen, Alemania.
Casado. Es padre de cuatro hijos.

## Carrera pública
Durante el gobierno del presidente Ricardo Lagos trabajó en el Ministerio de Salud (Minsal), desempeñándose entre 2000 y 2002 como jefe de la Unidad Asesora en Economía de la Salud (actual Departamento de Economía de la Salud) y entre 2002 y 2005, como jefe del Departamento de Estudios del ministerio.
Entre 2005 y 2011 se desempeñó como investigador en el Departamento de Estudios de la Superintendencia de Salud. Posteriormente, entre 2011 y 2016 ejerció actividades académicas como profesor en la Pontificia Universidad Católica (PUC).
Con ocasión del segundo gobierno de Michelle Bachelet en 2014, esta lo nombró como secretario ejecutivo de la «Comisión Asesora Presidencial para el Estudio y Propuesta de un Nuevo Régimen Jurídico para el Sistema de Salud Privado».
A continuación, se desempeñó como oficial de asuntos sociales y asesor regional de la Comisión Económica para América Latina y el Caribe (Cepal). De la misma manera, desde 2016 ha sido asesor regional en economía de la salud y financiamiento de la Organización Panamericana de Salud (OPS) y de la Organización Mundial de Salud (OMS). En ese mismo año, fue autor del capítulo Global Risk-Adjusted Payment Models (Modelos de Pago Globales Ajustados al Riesgo), en la World Scientific Handbook of Global Health Economics and Public Policy.
El 31 de marzo de 2022, fue nombrado por el presidente Gabriel Boric como director del Fondo Nacional de Salud (Fonasa), asumiendo esa función al día siguiente.